# Гладкий Павло Макарович
Гладкий Павло Макарович (15.12.1885 — 12.1971) — сходознавець-синолог, громадський та політичний діяч на Далекому Сході (див. Далекосхідні поселення українців).

## З біографії
Народився в с. Олексіївка Андріївської волості Бахмутського повіту Катеринославської губернії (нині село Великоновосілківського району Донецької обл.). Закінчив Ізюмське реальне училище (1903), згодом — Пензенське художнє училище. 1906–10 навчався на китайсько-маньчжурському відділенні Східного (Орієнтального) інституту в м. Владивосток (нині місто в РФ). 1907–09 — член Владивостоцької студентської української громади. Після закінчення інституту — суддя на ст. Хайлар у Маньчжурії (північно-східна частина Китаю), одночасно активно займався сходознавчими дослідженнями, вивчав китайське мистецтво, насамперед театр. Член Харбінського товариства російських сходознавців, 1914 редагував його часопис «Вестник Азии». Тоді ж обіймав посаду заступника голови Українського клубу в м. Харбін (Китай). Навесні 1917 обраний головою української громади на ст. Хайлар. 16 липня 1917 — голова загальних зборів українців Маньчжурії, де було обрано Маньчжурську українську окружну раду. 20 груд. 1917 був висунутий кандидатом від українців Маньчжурії до Українських Установчих зборів. Голова 1-го Маньчжурського окружного українського з'їзду, який відбувся 24–28 квітня 1919. Подальша доля невідома. У 1921—1929 мешкав у Владивостоці. Заарештований 11 серпня 1929 та засуджений 23 лютого 1930 колегією ОДПУ за ст. 58-10 КК РСФСР до 9 років позбавлення волі, перебував в ув'язненні на Соловках, Воркуті, Колимі. 20 січня 1939 звільнений, мешкав у сел. Амдерма Ненецького авт. округу, працював лікарем. Заарештований вдруге у серпні 1941 за звинуваченням за ст. 58-8, 58-10 КК РСФСР. 29 вересня 1941 звільнений за припиненням справи. 1942 знову заарештований, засуджений до 10 років таборів, ув'язнення відбував у КаргопольЛАГу (Архангельська обл.). У таборі працював лікарем. Після звільнення 1952 залишився у сел. Кодіно Архангельської обл., де відбував ув'язнення, працював лікарем. Часто відвідував Москву, де й помер.

## Творчий доробок
- ПАВЕЛЪ ГЛАДКІЙ. Дёйствительный членъ Британскаго Королевскаго Азіатскаго Общества. — Китайское искусство. Харбинъ. Типографія Китайской Восточной желёзной дороги.1915.
- Китайский театр, его происхождение, историческое развитие и современное состояние // Вестник Азии. 1914, № 23-24, 25-27. С. 22-36.